# Pharasman Ier d'Armaz
Pharsman Ier d'Armaz (mort en 87) est un roi géorgien d'Armaz, régnant de 72 à 87.

## Règne
Pharsman Ier est le fils unique du roi Qartam d'Armaz, qui ne règne que sur une seule partie du royaume d'Ibérie, la partie sud. Quand celui-ci meurt, en même temps que son frère Bartom II, Pharsman Ier lui succède. Selon la Chronique géorgienne, il est, avec son cousin Kaos, roi de Mtskheta, vassal du roi d'Arménie Erovand II. On ne sait rien d'autre sur lui.

## Famille
Il a eu un fils unique de son épouse inconnue :
- Azorc, roi d'Armaz.